# Hamilton Rapids
Die Hamilton Rapids sind Stromschnellen des Waimakariri River in der Region Canterbury auf der Südinsel Neuseelands. Sie liegen stromabwärts der Waimakariri Falls sowie östlich der Ortschaft Avoca.